# 森山田町
森山田町（もりやまだちょう）は、愛知県春日井市にある地名。丁番を持たない単独町名である。

## 地理
春日井市南西部に位置する。東は細木町・愛知町、西・南・北は長塚町に接する。

## 歴史

### 沿革
- 1980年（昭和55年） - 春日井市長塚町・松河戸町の各一部により、同市森山田町として成立[1]。

## 世帯数と人口
2019年（平成31年）4月1日現在の世帯数と人口は以下の通りである。
| 町丁     | 世帯数 | 人口  |
| -------- | ------ | ----- |
| 森山田町 | 91世帯 | 205人 |

### 人口の変遷
国勢調査による人口の推移
| 1995年（平成7年）  | 121人 | [ 7 ]  |  |
| 2000年（平成12年） | 124人 | [ 8 ]  |  |
| 2005年（平成17年） | 146人 | [ 9 ]  |  |
| 2010年（平成22年） | 142人 | [ 10 ] |  |
| 2015年（平成27年） | 147人 | [ 11 ] |  |

## 学区
市立小・中学校に通う場合、学区は以下の通りとなる。また、公立高等学校に通う場合の学区は以下の通りとなる。
| 番・番地等 | 小学校               | 中学校               | 高等学校 |
| ---------- | -------------------- | -------------------- | -------- |
| 全域       | 春日井市立小野小学校 | 春日井市立中部中学校 | 尾張学区 |

## 交通
- 国道302号（名古屋環状2号線・名古屋第二環状自動車道） - 町域北端を通過する。

## その他

### 日本郵便
- 郵便番号 : 486-0935[4]（集配局：春日井郵便局[14]）。